# Subantarctia stewartensis
Espèce
Subantarctia stewartensis est une espèce d'araignées aranéomorphes de la famille des Orsolobidae.

## Distribution
Cette espèce est endémique de l'île Stewart en Nouvelle-Zélande,.

## Description
Le mâle mesure 4,60 mm.

## Étymologie
Son nom d'espèce, composé de stewart et du suffixe latin -ensis, « qui vit dans, qui habite », lui a été donné en référence au lieu de sa découverte, l'île Stewart/Rakiura.

## Publication originale
- Forster, 1956  : New Zealand spiders of the family Oonopidae. Records of the Canterbury Museum, vol. 7, no 2, p. 89-169.